# 拉里·斯皮克斯
拉里·梅尔文·斯皮克斯（英語：Larry Melvin Speakes，又译斯比克斯；1939年9月13日—2014年1月10日），是罗纳德·里根担任美国总统时期的總統助理兼首席副白宫新闻秘书，在1981年時任白宫新闻秘书詹姆斯·布雷迪喪失工作能力後長期代理其職務。

## 作品
- 《Larry Speakes: Speaking Out》(1989年)